# Solenostoma infusca
Solenostoma infusca là một loài rêu tản trong họ Jungermanniaceae. Loài này được (Mitt.) Hentschel mô tả khoa học lần đầu tiên năm 2007.